# Ferenc Donáth
Ferenc Donáth (Nagykőrös, Hungría, 28 de junio de 1954) es un gimnasta artístico húngaro, que logró ser medallista de bronce olímpico en 1980 en el concurso por equipos.

## 1980
En los JJ. OO. de Moscú gana el bronce en el concurso por equipos, tras la Unión Soviética (oro) y Alemania del Este (plata), siendo sus compañeros de equipo: Zoltán Magyar, György Guczoghy, Zoltán Kelemen, Péter Kovács y István Vámos.